# سیدلر زهرا
سیدلر زهرا نام روستایی در دهستان اجارود شرقی، بخش موران، شهرستان گرمی، استان اردبیل است که طبق سرشماری نفوس و مسکن مرکز آمار ایران ۸۹ نفر جمعیت دارد.